# Познанский скоростной трамвай
Познанский скоростной трамвай (пол. Poznański Szybki Tramwaj или кратко PST (Pestka - Пэстка)) — внеуличная линия трамвайной системы в городе Познань в Польше. Соединяет район железнодорожного вокзала у северных микрорайонов. Открытие состоялось 1 февраля 1997 года.

## История

### Проектирование
Первые проекты строительства скоростного трамвая были созданы в Познане в конце 1920-х годов. Первым проектом предполагалось соединить районы Виняры и Любонь.
В связи с интенсивным строительством многоквартирного жилья в северной части города (районы Винограды и Пятково) в 1970-х годах начались работы по проектированию линии преметро (скоростного трамвая). Подготовительный этап начался в 1980 году, а строительство началось два года спустя. 21 января 1985 г. муниципальное управление взяло на себя полный контроль над бюджетом проекта. Первоначальный проект предполагал, что Познанский скоростной трамвай соединит железнодорожный вокзал с Виноградами, Пятково, Мораским и Овиньсками, а длина маршрута составит почти 27 километров.
Концепция создавалась как компромисс между метро и трамваем, в трудные для общественного транспорта времена, когда действовал приоритет автомобильных инвестиций и шло уже пятьдесят лет проектных проработок варшавского метро, без особых шансов на его строительство и реализацию проекта. ПСТ планировалось реализовать поэтапно, первоначально как «линию скоростного трамвая» (в середине 1970-х) с возможностью перестройки системы в метро. Он должен был проходить параллельно железнодорожным путям и разделяться на Волю и Гарбары, а далее в сторону Виноградов, Пятково и Нарамовицы. Обоснованием концепции строительства ПСТ послужили: самый высокий уровень автомобилизации на душу населения в Польше, самая высокая плотность подвижного состава на единицу длины маршрута в Польше, отставание в выполнении задач жилищного строительства. Польский архитектор и урбанист Зигмунт Новак писал: «Поэтому новое качество должно развиваться доступными средствами, другими словами: поезда должны создаваться из имеющегося трамвайного подвижного состава и внедряться в участки будущего метро, которые строятся на перспективу. Планировалось запускать на линию четырёхвагонные поезда из трамваев Konstal 105N с интервалом в две минуты. В часы пик поток путешественников оценивался в 13 500 пассажиров в час в одну сторону. После завершения северной полосы застройки поток в центре города планировался в 25 000 пассажиров.
Трасса спланирована полностью без одноуровневых пересечений с улицами, близкой к прямой, с кривыми большого радиуса, опорами контактной сети в межпутях, подающим и обратным кабелями в венце пути, отдельно стоящими выпрямительными станциями через каждые 2 км, а также в качестве освещения на станциях и на расстоянии до 100 метров от них для устранения слепящего эффекта. Управление движением должно было осуществляться на основе железнодорожной сигнализации. Из-за повторяющейся схемы расположения станций они были разделены для пассажиров по цветам. Центр организации движения и депо должны были располагаться в районе Трипольской улицы. Предполагалось, что 30-50% пассажиров будут добираться до станций пешком, а 3-15% добираться до станций с помощью перехватывающих парковок на автомобиле. Пересадки планировались в точке вертикального контакта (автобусные остановки над станциями метротрамвая).

### Сложности
Однако во время строительства было внесено множество изменений. Первоначально строительство было финансово скрыто от центральной власти (в первые два года согласия на это вложение из Варшавы не было), а деньги перечислялись из воеводского бюджета на капитальный ремонт дорог и мостов. Первым инвестором было Управление дорог и мостов, но из-за объёма работ, которые необходимо было выполнить, в 1985 году было создано Управление строящегося познанского скоростного трамвая, которое было распущено после завершения инвестиций (город принял управление строительством от 21 января 1985 г.). 20 марта 1985 г. был создан ещё один орган — Общественный совет по строительству познанского скоростного трамвая под председательством вице-президента Познаня Богдана Заставного. Основным подрядчиком ПСТ было Предприятие железнодорожных работ №10 из Познани, сегодня функционирующее как FEROCO SA. Из-за отсутствия средств работа продвигалась очень медленно. Первоначально предполагалось, что маршрут ПСТ будет представлять собой независимую, автономную систему, а в Труйполе (ныне торговый центр Poznań Plaza) будет построено специальное депо, для нужд которого на полпути между станциями «Проспект Солидарности» и «Лехитская». В связи с развитием городских железных дорог в мире было принято решение отказаться от модели отдельной железной дороги и перейти к более современной системе, сочетающей сеть скоростных трамваев с традиционной.

## Станции
В изначальной планировке трассы, планировалась станция «Великопольская» между станциями «Театральный мост» и «Славянская», но она были построены только опоры под станцию и, в целях ускорения строительства ПСТ, станция открыта не была. Первая очередь была открыта в 1997 году от станции «Микрорайон Собеского» до станции «Славянская». Далее маршруты ПСТ выходили на обычные линии городского трамвая.
В 2011 году линия ПСТ была продлена на две станции к Западном вокзалу. В 2016 году на действующем перегоне была открыта станция «Площадь Капонера».
- «Микрорайон Собеского» (пол. os. Sobieskiego)
- «Шимановского» (пол. Szymanowskiego)
- «Курпиньского» (пол. Kurpińskiego)
- «Лехитская/Познань-Плаза» (пол. Lechicka/Poznań Plaza, до июня 2005 года - Лехитская)
- «Проспект Солидарности» (пол. Aleje Solidarności, до 31 августа 2005 года - Сербская (пол. Serbska))
- «Славянская» (пол. Słowiańska)
- «Великопольская» (пол. Wielkopolska, не построена)
- «Театральный мост» (пол. Most Teatralny)
- «Площадь Капонера» (пол. Rondo Kaponiera)
- «Западный вокзал» (пол. Dworzec Zachodni)

После Западного вокзала и Славянской маршруты ПСТ выходят на обычные линии городского трамвая.

## Эксплуатация
10 сентября 1996 года начались испытания динамических нагрузок на конструкции моста на участке Рузвельта-Славянская. 7 января 1997 года на маршруте были проведены эксплуатационные испытания парника (системы из трамваев) и силовой установки с использованием вагонов 105Na, Düwag GT8 и Beijnes 1G. 10 января 1997 года состоялась первая обкатка с пассажирами, в котором участвовали, в том числе, заместитель президента Познани Рышард Ольшевский.
Существующий участок был официально открыт 1 февраля 1997 г., однако первый трамвай отправился на маршрут ПСТ 30 января 1997 года в 10:08. Первые два дня проезд по линии был бесплатным. Поскольку производитель «Татр» задержал поставку трамваев, в первый рейс отправился купленный в Германии подержанный трамвай Düwag GT8 № 650 (вагон был списан в 2013 году). На открытии маршрута присутствовали, в частности: заместитель министра транспорта Богдан Фронцковяк, Великопольский воевода Влодзимеж Ленцкий, депутаты Ханна Сухоцкая и Станислав Штец, председатель городского совета Ядвига Ротницкая, президент Познаня Войцех Щенсны-Качмарек, директор строящегося ПСТ Януш Хмелевски, директор MPK Poznań Ежи Бабяк и автор названия линии Янина Пестка из Познаня.
1 февраля 1997 г. начались регулярные рейсы по маршруту ПСТ с 3 ежедневными маршрутами:
- 12 - проходит по сей день по первоначальному маршруту
- 14 - изначально проходил по круговому маршруту микрорайон Собеского - Гварная - микрорайон Собеского, 8 февраля 1999 г. маршрут был продлен: микрорайон Собеского - Капонера - Глоговская - Глоговская/Гетманская, а 10 апреля того же года она была продлена до Гурчина. В таком виде линия функционирует и сегодня.
- 15 - курсирует по первоначальному маршруту и по сей день.